# Jørgensen
| Drenge- | Drenge-   | Pige- | Pige-    | Efter- | Efter-      |
| ------- | --------- | ----- | -------- | ------ | ----------- |
| 1       | Peter     | 1     | Anne     | 1      | Nielsen     |
| 2       | Michael   | 2     | Mette    | 2      | Jensen      |
| 3       | Lars      | 3     | Kirsten  | 3      | Hansen      |
| 4       | Jens      | 4     | Hanne    | 4      | Andersen    |
| 5       | Thomas    | 5     | Anna     | 5      | Pedersen    |
| 6       | Henrik    | 6     | Helle    | 6      | Christensen |
| 7       | Søren     | 7     | Maria    | 7      | Larsen      |
| 8       | Christian | 8     | Susanne  | 8      | Sørensen    |
| 9       | Martin    | 9     | Lene     | 9      | Rasmussen   |
| 10      | Jan       | 10    | Marianne | 10     | Jørgensen   |

Jørgensen er det 10. mest almindelige danske efternavn. Navnet betyder søn af Jørgen.

## Kendte personer med navnet
- Adolph Ditlev Jørgensen, dansk historiker og rigsarkivar.
- Aksel Jørgensen, dansk maler.
- Alfred Th. Jørgensen, dansk kirkehistoriker og filantrop.
- Anker Jørgensen, dansk statsminister.
- Ellen Jørgensen, dansk historiker.
- Gunnar Jørgensen, dansk forfatter.
- Hanne Winther-Jørgensen, dansk skuespiller.
- Ingrid Jørgensen, dansk statsministerfrue.
- Johannes Jørgensen, dansk digter.
- Jørgen Jørgensen, dansk filosof.
- Jørgen Jørgensen, dansk politiker, indenrigs- og undervisningsminister.
- Minna Jørgensen, dansk skuespiller.
- Pauli Jørgensen, dansk fodboldspiller.
- Aage Winther-Jørgensen, dansk skuespiller.